# Пикачу
Пикачу́ (яп. ピカチュウ Пикатю:, англ. Pikachu) — существо из серии игр, манги и аниме «Покемон», принадлежащей компаниям Nintendo и Game Freak. Пикачу, являющийся одним из особенных существ вымышленной вселенной — покемоном, был создан японским игровым дизайнером Кэном Сугимори вместе с командой разработчиков Game Freak и впервые появился в компьютерных играх Pokémon Red и Blue, а затем и в последующих сиквелах. Пикачу считается одним из самых узнаваемых и популярных покемонов, так как является официальным талисманом франшизы, и в последние годы он стал иконой японской поп-культуры.
Пикачу эволюционирует из другого покемона, Пичу, а сам Пикачу впоследствии может эволюционировать в Райчу. В вымышленном мире покемонов Пикачу часто живут в домах, лесах, на равнинах, иногда в горах и на островах, а также на заброшенных электростанциях по всему миру. Будучи покемоном электрического типа, Пикачу может накапливать в своих щёчках электричество и при необходимости атаковать с его помощью. Внутриигровой Покедекс, а также Покедекс в аниме утверждает, что Пикачу является покемоном-мышью.

## Концепция и дизайн
Разработанная компанией Game Freak и выпущенная Nintendo серия игр Pokémon начала распространяться в Японии с 1996 года. Её персонажами являются особые существа — покемоны, которых игроки, называемые тренерами покемонов, могут ловить, обучать, путешествовать вместе с ними по игровому миру и сражаться против других тренеров. Концепт Пикачу был создан командой разработчиков персонажей из Game Freak и позднее доработан художником Кэном Сугимори для игр Pocket Monsters Red и Green, локализованных за пределами Японии под названием Pokémon Red и Blue. По словам Сатоси Тадзири, создателя серии, имя покемона является комбинацией двух японских звукоподражаний: пика — звука электрической искры — и чу — писка мыши. Один из разработчиков игры, Дзюнъити Масуда, отметил, что имя для Пикачу было создать сложнее всего, так как разработчики хотели, чтобы имя было благозвучным как в японском, так и в английском языках. Во всех частях аниме «Покемон» его озвучивает сэйю Икуэ Отани.
Ростом всего 40 см, маленький Пикачу был первым из покемонов электрического типа, дизайн которых основывается на концепции электричества. Он является покемоном-мышью, его тело покрыто коротким жёлтым мехом, а на спине у Пикачу две длинные полоски, окрашенные в коричневый цвет, как и часть молниеобразного хвоста. У Пикачу длинные, заострённые уши с чёрным кончиком, а на щеках Пикачу два красных кружочка, которые способны накапливать и выделять электричество. В игре Pokémon Diamond и Pearl были представлены половые различия у Пикачу: самок Пикачу можно распознать по V-образной щербинке на конце хвоста. В основном Пикачу атакует врагов электричеством, вырабатываемым в его теле. В соответствии с особенностями франшизы взрослые Пикачу могут эволюционировать, то есть превратиться в совершенно новый вид покемона, названный Райчу, но только если у тренера есть особый Камень молнии (англ. Thunderstone). Позже было добавлено и предварительное эволюционное звено — Пичу, который эволюционирует в Пикачу только тогда, когда подружится со своим тренером.
Вначале предполагалось, что Пикачу будет талисманом серии вместе с другим покемоном — Клефейри, причём главным будет именно Клефейри, чтобы сделать серию более «привлекательной» для покупателей. Однако с началом съёмок аниме-сериала Пикачу был выбран как единственный талисман в надежде воздействовать на женскую аудиторию и их матерей. Решающим фактором стал цвет покемона, так как жёлтый является одним из основных цветов, из-за чего дети могут легко различить его на расстоянии. Также во внимание был принят тот факт, что в то время из всех конкурирующих талисманов жёлтого цвета был только Винни-Пух компании Disney. Хотя Тадзири понимал, что мальчикам и девочкам нравится Пикачу, идея сделать этого покемона талисманом принадлежала не ему, и позже он заявлял, что дети предпочитали концентрировать своё внимание только на Пикачу и из-за этого не так сильно следили за отношениями между другими главными персонажами аниме.

## Появления

### В компьютерных играх
В компьютерных играх Пикачу является покемоном, который встречается в свободном виде, и его можно заполучить без необходимости в обмене. Более того, в игре Pokémon Yellow Пикачу выдаётся как стартовый покемон. Как и в аниме, этот Пикачу не любит находиться в покеболе и вместо этого путешествует по игровому миру вслед за своим тренером. Тренер может разговаривать с Пикачу, и в зависимости от реакции покемона станет известно состояние его здоровья. В Pokémon HeartGold и SoulSilver эта идея получила дальнейшую реализацию: отныне игрок мог загружать покемона, в том числе и Пикачу, в специальный шагомер, названный Покеволкер, и брать его с собой на прогулку. В таком режиме Пикачу мог изучить атаки, иначе не доступные для него, — «Сёрфинг» и «Полёт». Обе эти атаки могут быть использованы вне боя для помощи в перемещении по миру.
За пределами основной серии игр Пикачу получил главную роль в игре Hey You, Pikachu! для домашней консоли Nintendo 64. В ней игрок может общаться с Пикачу через специальный микрофон, отдавая ему команды в разных мини-играх. В игре Pokémon Channel для Nintendo GameCube был представлен похожий способ взаимодействия игрока с Пикачу, но теперь уже без использования микрофона. Кроме этого, Пикачу встречается практически на всех уровнях игры Pokémon Snap, где игрок должен заниматься фотоохотой на покемонов. Пикачу также может быть выбран в качестве одного из шестнадцати стартовых покемонов или десяти компаньонов в играх серии Pokémon Mystery Dungeon. В игре PokéPark Wii: Pikachu's Adventure Пикачу предстаёт в качестве главного героя, за которого можно играть. Также в качестве игрового персонажа Пикачу появился в играх Super Smash Bros., Super Smash Bros. Melee, Super Smash Bros. Brawl и Super Smash Bros. for Nintendo 3DS и Wii U.

### В аниме
Сюжет аниме «Покемон» повествует о приключениях Эша Кетчума и его Пикачу, путешествующих по разным регионам мира «Покемона». Пикачу Эша отличается от остальных покемонов тем, что не любит сидеть в покеболе, и поэтому всегда идёт рядом со своим тренером или сидит у него на плече. В пути их сопровождает время от времени меняющаяся группа друзей, в числе которых Мисти, Брок, Трейси Скетчит, Мэй, Макс, Доун, Айрис, Сайлан, Клемонт, Бонни, Серена, Маллоу, Лана, Лили, Киаве, Софоклис и Го. В аниме появляются и другие Пикачу, как дикие, так и принадлежащие другим тренерам. Как и другие покемоны, Пикачу разговаривает только посредством произношения отдельных слогов своего имени, из-за чего трудно понять, что он хочет сказать.
В первой серии первого сезона Эш получает от профессора Оука своего стартового покемона, которым и стал Пикачу. В родном для Эша регионе Канто начинающие тренеры могут выбрать одного из трёх стартовых покемонов: Бульбазавра, Чармандера или Сквиртла; однако Эш проспал выдачу покемонов, и в итоге ему достался последний, оставшийся у профессора — Пикачу. Поначалу Пикачу не слушался приказов своего тренера и вместо этого бил его электрическим током. Эшу пришлось защищать Пикачу от стаи диких Спироу, после чего он отнёс раненого покемона в Центр Покемонов. Только после этого Пикачу проникся к своему тренеру уважением и симпатией и начал его слушаться, а их отношения переросли в настоящую дружбу. Вскоре этот Пикачу проявил невероятные способности и вызвал интерес к себе у Джованни — влиятельного коллекционера покемонов, который решил отобрать покемона у владельца с помощью Джесси, Джеймса и Мяута — членов Команды R, но все попытки украсть Пикачу оканчивались неудачей и Команда R постоянно оказывалась в пролёте. Дружба покемона и его тренера неоднократно проходила проверку: так, в серии «Прощай, Пикачу!» Эш решил отпустить Пикачу, посчитав, что ему будет лучше жить среди своих диких собратьев, но покемон решил не расставаться с Эшем.
После сезона «Неповторимые приключения», завершившего историю Эша и его Пикачу, ещё один Пикачу, известный как «Капитан Пикачу», появляется в сериале «Покемон: Горизонты» как один из главных героев.

### Другие
Пикачу — один из самых важных покемонов в манга-адаптации серии игр. В манге Pokémon Adventures главные герои Рэд и Йеллоу оба тренируют Пикачу. Пикачу присутствует в мангах Magical Pokémon Journey и Getto Da Ze, а в сериях манг Electric Tale of Pikachu и Ash & Pikachu сюжет сосредоточен на уже упоминавшемся дуэте Эша и его Пикачу
Коллекционные карточные игры по «Покемону» включают в себя карты с Пикачу с момента выхода самого первого набора, выпущенного в октябре 1996 года, в том числе и изданные ограниченным тиражом коллекционные карты. Карты с этим персонажем входили в различные промо-наборы, распространявшиеся в сетях быстрого питания McDonald’s, Wendy’s и Burger King, в том числе и в России.
Говорящий Пикачу является одним из главных персонажей фильма 2019 года «Покемон. Детектив Пикачу». Фильм основан на видеоигре Detective Pikachu.

## Влияние на культуру

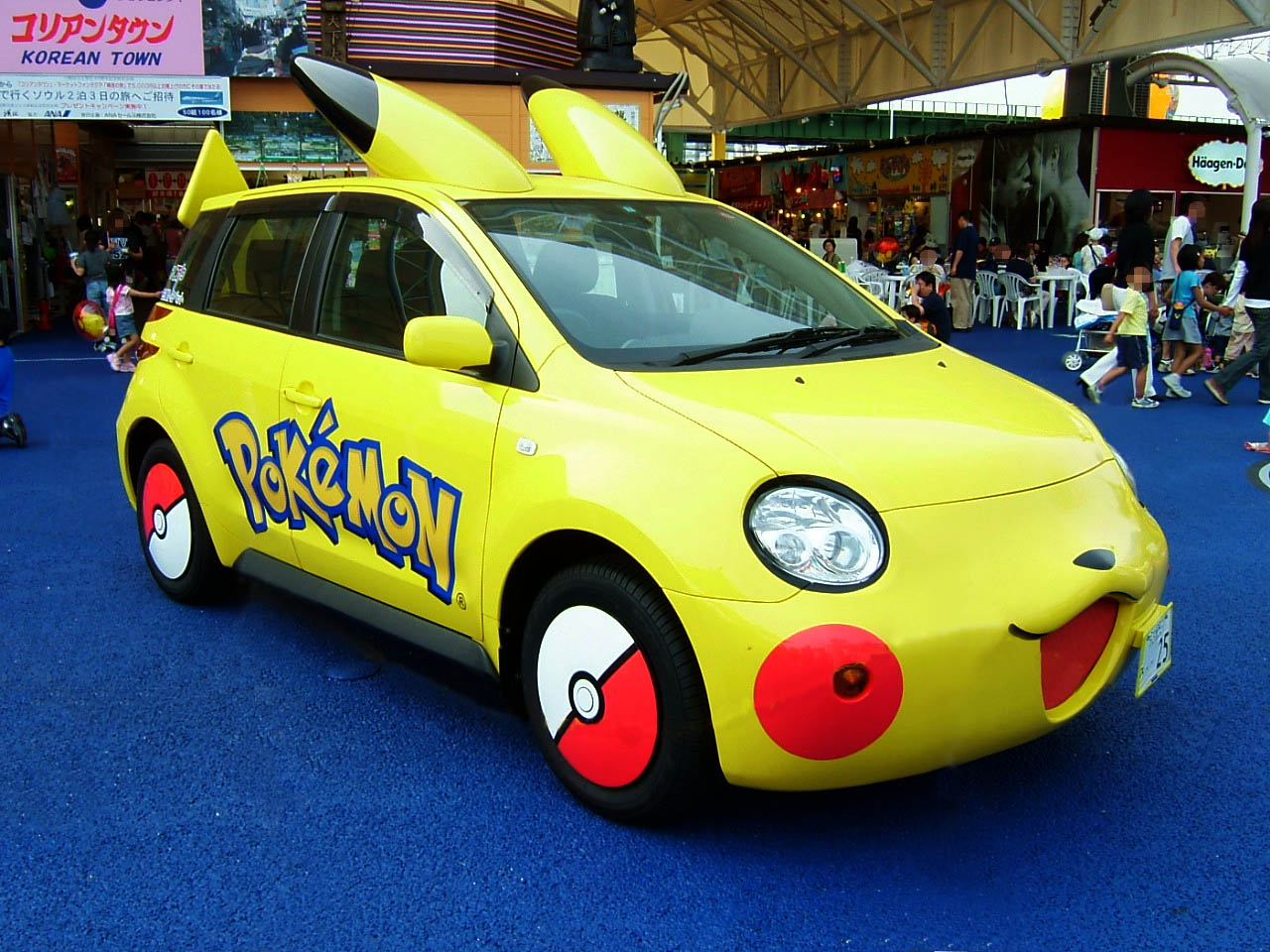
Автомобиль Toyota Ist, стилизованный под Пикачу

Изображение Пикачу на фюзеляже Боинга 747-400D All Nippon Airways

Как главный талисман франшизы, Пикачу постоянно появляется в многочисленном мерчендайзе или во время различных рекламных мероприятий. В 1998 году Джоан Уэгнон, тогдашний мэр Топики в Канзасе, на день переименовала город в Топикачу. 25 апреля 2000 года Пикачу участвовал в известной рекламной кампании Got Milk?. Воздушный шар в виде Пикачу ежегодно принимает участие в параде в честь Дня благодарения, организуемом крупным универмагом Macy’s, начиная с 2001 года. На нескольких пассажирских самолётах, принадлежащих авиакомпании All Nippon Airways, присутствуют изображения Пикачу и других покемонов.
Пикачу неоднократно появлялся и упоминался в различных теле- и мультсериалах. В серии «Две стороны» телесериала «Герои» Хиро Накамуру, одного из главных персонажей, называют Пикачу. В мультсериале «Мультреалити» присутствует азиатский монстр Линг-Линг, являющийся пародией на Пикачу. Пикачу часто появлялся в мультсериале «Симпсоны», в частности в эпизодах Bart vs. Lisa vs. the Third Grade, 'Tis the Fifteenth Season, Fraudcast News и Postcards from the Wedge.
В 1999 году журнал Time поставил Пикачу на второе место в своём списке «Лучших людей [sic] года», назвав его «самым любимым анимационным персонажем после Hello Kitty». В 2000 году по результатам длительного опроса, проводившегося спутниковой телесетью Animax, Пикачу занял восьмое место в списке самых популярных аниме-персонажей. В 2002 году Пикачу Эша занял 15 место в списке пятидесяти величайших мультипликационных персонажей всех времён по версии еженедельника TV Guide. В 2003 году журнал Forbes присудил Пикачу восьмое место в списке вымышленных персонажей, приносящих наибольшую прибыль создателям. Доход от Пикачу за 2003 год составил 825 миллионов долларов. Ровно столько же Пикачу «заработал» и в 2004 году, но в рейтинге упал на 10 место. В 2008 году по результатам опроса компании Oricon Пикачу вместе с Солидом Снейком из серии игр Metal Gear и Слаймом из Dragon Quest поделил четвёртое место в списке самых популярных персонажей компьютерных игр в Японии. Персонажа называли японским ответом на Микки Мауса, а также частью движения, известного как «милый капитализм». Пикачу занимает 8 строчку в списке 25 лучших персонажей аниме по версии IGN 2009 года. В топе 100 лучших покемонов IGN, основанном на голосовании пользователей сайта, Пикачу занял 48 место. Редакторы журнала Nintendo Power поставили Пикачу на девятое место в списке своих самых любимых персонажей, отметив, что хоть он и является одним из самых первых из представленных покемонов, Пикачу всё ещё популярен и по сей день. Трейси Вест и Кэтрин Нолл, авторы книги Pokémon Top 10 Handbook, назвали Пикачу лучшим покемоном электрического типа и лучшим покемоном вообще. В книге Пикачу был охарактеризован как «храбрый и преданный» покемон.
В 2005 году блогер Кристиан Чендлер начал выпускать веб-комикс «Соничу», с одноимённым главным героем, являющимся гибридом ежа Соника и покемона Пикачу.
В романе Виктора Пелевина «Числа» Пикачу — альтер эго главного героя бизнесмена Стёпы. На обложке книги ДПП (NN), в которую вошёл роман «Числа», изображён плачущий Пикачу. В честь Пикачу был назван белок пикачурин, найденный учёными на сетчатке глаза.